# Centrale de Grand-Mère
Cet article concerne la centrale mise en service en 1915. Pour la centrale mise en service en 2004, voir centrale du Rocher-de-Grand-Mère. Pour les autres significations, voir Grand-Mère.
L'ancienne centrale de Grand-Mère (2022), précédemment Centrale de Grand-Mère (1916 - 2022), est un barrage d'Hydro-Québec et anciennement une centrale hydroélectrique érigée sur la rivière Saint-Maurice, à Grand-Mère (Aujourd'hui Shawinigan), dans la région administrative de la Mauricie, au Québec. Cette centrale a été mise en service en 1916 et était dotée d'une puissance installée de 149 MW.
Une autre centrale, la centrale du Rocher-de-Grand-Mère d'une puissance installée de 230 MW a été érigée en 2004 à côté de la centrale de Grand-Mère. À la suite de cette mise en service, trois groupes turbines-alternateurs ont été arrêtés, réduisant la puissance installée de 149 575 kW à 104 975 kW. Depuis, la puissance a été graduellement réduite, en raison de la mise hors service d'autres groupes. Elle s'établissait à 67 MW en 2014. Le dernier groupe a été mis à l'arrêt en 2019. En 2024, Hydro-Québec commence les travaux de démantèlement de tous les groupes turbines-alternateurs, et l'ancienne centrale de Grand-Mère deviendra un barrage-poids et atelier d'ici la fin des travaux en 2028.

## Historique

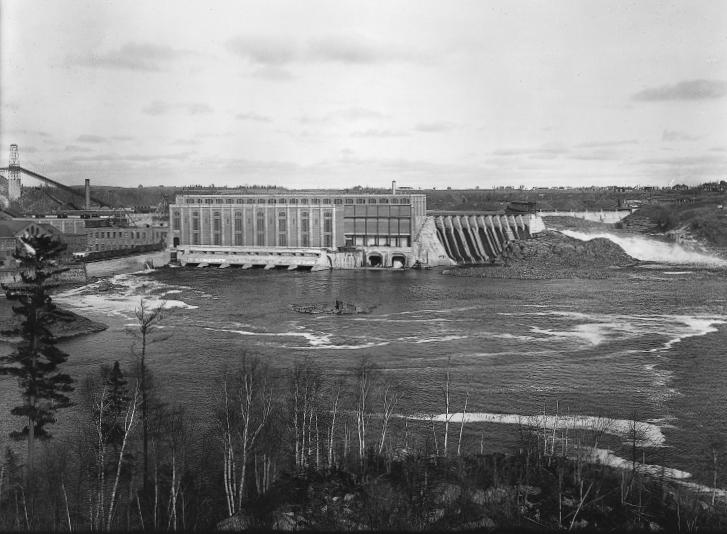
La centrale de Grand-Mère en 1917.

En 1882, le marchand montréalais George Forman choisit Grand-Mère pour ouvrir la première pulperie dans la vallée de la Saint-Maurice. Forman désire s'installer à cet endroit qui regroupe au même endroit un chemin de fer nouvellement construit, une forêt d'épinette et une chute aux dimensions convenant aux techniques de construction de l'époque. Une récession rend le financement difficile, mais l'homme d'affaires réussit patiemment à amasser les capitaux nécessaires. La Laurentide Pulp Company est fondée en 1887 et inaugure son usine trois ans plus tard. En 1897, l'usine est agrandie pour produire de la pâte chimique et du papier.
En 1899, la Laurentide Pulp and Paper obtient la concession hydraulique des chutes de Grand-Mère. Elle installe une papetière sur la rive droite du Saint-Maurice. Jusqu'en 1913, la Laurentide n'exploite qu'une faible partie du potentiel hydraulique, dont 10% seulement sous forme d'électricité. En 1912, la compagnie papetière acquiert les chutes des Grandes Piles de la Canadian Iron Corporation et commence, dès 1913, la construction d'une centrale hydroélectrique sur la rive droite de la rivière Saint-Maurice, à quelques kilomètres en amont du complexe Shawinigan. Cependant, le développement de l'aménagement est ralenti par des difficultés de financement liées au déclenchement de la Première Guerre mondiale. La Laurentide s'associe à la Shawinigan Water and Power Company (SWP) et le projet est complété en 1916 par la société Laurentide Power, une coentreprise détenue à parts égales par les deux partenaires.
La Shawinigan a contribué au financement en achetant 10 000 actions et s'engageait à acheter toute la production de la centrale (165 000 HP ou 123 MW), à l'exception d'un bloc de 37 500 HP (environ 28 MW), réservé à l'usage de la papetière. La SW&P a rapidement pris le contrôle de la co-entreprise et installé J. E. Aldred à la présidence, en plus de contrôler les opérations de la centrale afin de les coordonner les ses propres opérations en aval.
La disponibilité de la puissance installée à Grand-Mère a permis à la SW&P de traverser la Grande Guerre sans connaître les pénuries d'énergie électrique qu'ont connu d'autres centres industriels canadiens en 1917, tout en permettant à la compagnie de retarder de quelques années certains investissements pendant la période de forte inflation qui a suivi l'armistice de 1918.
Avec l'expansion des ventes d'énergie dans les années 1920, l'entreprise électrique d'Aldred se fixe l'objectif d'unifier la gestion des ressources hydrauliques du bassin versant. En 1928, la Shawinigan se débarrasse de ses partenaires dans les centrales de Grand-Mère et de la Gabelle, tout en obtenant de l'État québécois qu'elle lui concède le droit d'aménager les sites au nord de La Tuque. Un neuvième et dernier groupe turbine-alternateur de 25 000 HP (19 MW) est construit en 1930.
La centrale de Grand-Mère, comme toutes les autres installations de la Shawinigan, est acquise par Hydro-Québec lors de la deuxième phase de la nationalisation de l'électricité, en 1963.

## Architecture
Arrivé à Grand-Mère en 1902, George Chahoon prend les destinées de la Laurentide Pulp and Paper en main. Pour Chahoon, l'aménagement d'une ville moderne et prospère «exige une planification globale de l'industrie, de l'urbanisme et de l'architecture». Il fait appel au bureau d'architectes et d'ingénieurs George F. Hardy de New York, qui avait construit le complexe industriel de la papeterie en 1896.
Hardy conçoit une centrale de facture néo-gothique, au style très inspiré de la cathédrale Sainte-Cécile d'Albi, dans le sud de la France. « Le modèle n'est pas sans pertinence. Les dimensions, la sobriété du décor et la puissance de ses proportions s'accordent à merveille avec la symbolique d'un "pouvoir électrique"», remarque Paul Trépanier, rédacteur en chef de Continuité, une revue spécialisée dans le domaine du patrimoine.
L'étroite ressemblance architecturale de la centrale, construite en briques d'argile, avec l'édifice religieux érigé au XIIIe siècle est d'ailleurs soulignée dans le rapport du Bureau d'audiences publiques sur l'environnement qui a étudié le projet d'aménagement d'une centrale de remplacement à Grand-Mère en 2000. Le rapport considérait d'ailleurs «qu'il est primordial que soient assurées la pérennité et la mise en valeur du bâtiment».

## Fin de vie de la centrale
Au début des années 1990, Hydro-Québec fait le constat que la centrale est désuète et envisage trois solutions: la désaffection, la rénovation en profondeur des ouvrages ou la construction d'un nouvel aménagement. Le gouvernement du Québec autorise la Société d'État à entreprendre une étude d'avant-projet pour remplacer la centrale.
La centrale devait à l'origine cesser ses opérations avec l'entrée en service de la centrale du Rocher-de-Grand-Mère, construite sur le même site entre 2000 et 2004. Les plans initiaux prévoyaient que la structure de l'ancienne centrale servirait uniquement à compléter la retenue d'eau de la nouvelle centrale, sur la rive droite de la rivière.
Cependant, la société d'État a révisé partiellement sa position durant la phase de construction de la centrale et décide de poursuivre l'utilisation de 4 groupes turbine-alternateurs toujours en état de marche à l'ancienne centrale pour turbiner les excédents d'eau, plutôt que d'utiliser le déversoir. Le maintien en opération des groupes toujours en état de marche fournit un complément de puissance de 60 à 70 MW en période de crue ou durant des périodes d'entretien.
En juin 2004, le gouvernement du Québec adopte une modification au décret autorisant la construction de la nouvelle centrale afin d'autoriser l'exploitation partielle de l’ancienne centrale entre 2005 et 2014. L’autorisation gouvernementale est renouvelée en novembre 2014, « jusqu’à la fin de vie utile [des] turbines ».
Le barrage est ainsi renommé « Ancienne centrale de Grand-Mère » en 2022 et en 2024, Hydro-Québec annonce le démantèlement de tous les groupes turbines-alternateurs de la centrale de Grand-Mère ainsi que sa reconversion en barrage-poids.